# Walter Trockel
Walter Trockel (* 18. März 1944 in Essen) ist ein deutscher Wirtschaftstheoretiker.
Walter Trockel studierte in Münster und Bonn die Fächer Mathematik, Physik und Volkswirtschaft. In Bonn erhielt er 1971 sein Diplom in Mathematik, 1974 wurde ihm dort der Titel Dr. rer. pol. verliehen. Nach Tätigkeiten als wissenschaftlicher Mitarbeiter an der Universität Bonn und einem Stipendium der Deutschen Forschungsgemeinschaft (DFG) habilitierte er 1983.
Im Jahr 1985 erhielt er als Nachfolger des späteren Nobelpreisträgers Reinhard Selten eine Professur am Institut für mathematische Wirtschaftsforschung der Universität Bielefeld; seit 2002 ist er Direktor dieses Institutes.
Zu seinen Forschungsgebieten zählen insbesondere die allgemeine Gleichgewichtstheorie, das Nash-Gleichgewicht, die Spieltheorie sowie die Entscheidungstheorie. Auf seinen Forschungsgebieten hat er zahlreiche Artikel in verschiedenen internationalen Fachzeitschriften veröffentlicht.
Walter Trockel ist seit 1970 verheiratet, hat vier Söhne und wohnt in Oerlinghausen-Lipperreihe.